# Princess (British-Leyland ADO71)
El Princess (código interno ADO71) es un coche familiar de categoría media-alta producido por British Leyland entre 1975 y 1981 (hasta 1982 en el caso de los vehículos producidos localmente en Nueva Zelanda). Conocido oficiosamente como "Leyland Princess" durante su vida comercial y a menudo recordado como "Austin Princess",denominación comercial utilizada únicamente en los modelos comercializados en Oceanía. 
Los ADO71 fabricados en el Reino Unido fueron comercializados inicialmente bajo las marcas Austin y Morris como 18–22 Series en referencia a los motores 1.8 cuatro cilindros y 2.2 seis cilindros con que fueron lanzados y como Wolseley Saloon por parte de esta última -solo con el motor de 2.200 cc- .

## Princess y la política de marcas de British Leyland
Solo seis meses después de su aparición el modelo se relanzó de un modo un tanto confuso bajo la marca Princess. La denominación "Princess" estaba registrada por Austin Motor Company y era parte de su herencia en el grupo British Leyland, habiéndose utilizado para denominar a las versiones modificadas por el carrocero belga Vanden Plas de modelos Austin, desde el Sheerline hasta el BMC ADO16.
La razón del cambio fue la racionalización de los procesos de montaje y distribución. Pese a la fusión de los grupos British Motor Holdings (BMH) y Leyland Motor Corporation (LMC) en British Leyland, inicialmente se mantuvo el esquema tradicional procedente de BMC por el que cada marca mantenía los medios de producción y su red de distribución. En el caso de Austin y Morris, sus dos plantas -Longbridge y Cowley- producían vehículos casi idénticos comercializados a través de sus propias redes, junto con versiones de sus marcas subsidiarias Wolseley, Riley y MG (Morris) y Vanden Plas (Austin), fruto de absorciones anteriores.
El sistema cambia con el llamado Ryder Report  de 1975, que dicta que la empresa pública BL, reconvierta su división de automóviles -en lo sucesivo Leyland Cars- en una empresa "única y unificada", aunque comercialmente se mantuvieron separadas las redes comerciales de Austin-Morris (junto con la nueva marca "Princess"), orientada a productos de gran difusión y de Jaguar-Rover-Triumph (JRT) especializada en productos exclusivos. Esto significó la desaparición de las marcas más pequeñas y la orientación de cada marca hacia segmentos de mercado no concurrentes. El cambio de denominación con el modelo recién aparecido no fue bien recibido por el público, que siguió considerando al Princess un modelo -oficiosamente conocido como Leyland Princess- y no una marca, situación que se repetiría años después con los  Maestro y Montego al desaparecer la marca Austin.

## Mecánica y posición en el mercado
Técnicamente el coche heredaba la disposición mecánica de su antecesor el BMC ADO17 "landcrab". Tracción delantera con los vetustos motores "B" 1.800 de cuatro cilindros junto con los modernos 2.200 "E" de seis, dispuestos transversalmente, con la caja de cambios en el cárter y suspensión hydragas, última evolución de la gama de suspensiones intercomunicadas Moulton. Gracias a este diseño básico el confort y el comportamiento en carretera se acercaban al del sistema hidroneumático de Citroën y la habitabilidad era excelente. Estas características le otorgaban cierta ventaja frente a rivales de clase media-alta como el Ford Cortina, permitiéndole también robar ventas al Ford Consul en el segmento superior, donde BL competía con el Rover SD1. 
El diseño de la suspensión interconectada hydragas, al ser totalmente pasivo y estar presurizado por el peso del coche, obligaba a situar el motor y la carga entre las ruedas, característica que por sí misma redunda en un mejor comportamiento y una excelente habitabilidad, pero condiciona mucho la estética, lo que sin duda influyó en las decepcionantes ventas del "landcrab", apodado "cangrejo" por su aspecto desproporcionado. El diseñador Harris Mann utilizó esta característica a su favor mediante la línea "wedge" -cuña- para BL, solo condicionada en este caso por el tamaño del voluminoso 2.2 que obligaba a un capó muy alto, disimulado mediante el gadget de la ocultación de los limpiaparabrisas y su desusada inclinación. Tanto con las ópticas trapezoidadales, originalmente reservadas la versión Austin y posteriormente al motor 2200, como con los cuatro faros redondos el resultado fueron unas proporciones muy conseguidas, con una línea elegante y discretamente deportiva, inspirada vagamente en el diseño en cuña de algunos Alfa Romeo contemporáneos, como el Junior Zagato o el Alfetta GT.
Sin embargo, una vez más la extraña política de marcas de BL perjudicó al Princess. Si bien contaba con la ventaja de poder montar un seis cilindros transversalente -posible gracias a la disposición in-sump de la caja de cambios-, nunca utilizó una caja de cambios de cinco velocidades ni un portón trasero al estar "reservados" para el Austin Maxi, casi como su único argumento de ventas. Otra losa en las ventas del Princess fue la mala reputación de sus acabados y baja fiabilidad. Pese a unas excelentes ventas iniciales y a contar con innovaciones como la suspensión hydragas, los neumáticos Dunlop Denovo run-flat opcionales o su sedoso motor 2.2, la confusión inicial de marcas y niveles de acabados, junto a las huelgas en los suministradores hizo que las primeras unidades estuvieran mal acabadas o tardaran en servirse con las especificaciones requeridas. Acabado y fiabilidad mejoraron constantemente a lo largo de la producción aunque la fama de problemático siempre persiguió al modelo.
Con el Princess 2 de 1978, junto con mejoras en confort y equipamiento, se introduce el motor de cuatro cilindros de la nueva serie "O" que luego montarían los Austin Montego y Maestro en versión 1.7 por cuestiones fiscales y 2.0 desapareciendo el venerable 1.8 de la serie B.
La producción total alcanzó las 224.942 unidades, de las cuales una pequeña cantidad fue modificada por carroceros particulares como versiones de batalla larga o con portón trasero. Fue sustituido por un derivado directo -el Austin Ambassador- que le permitió mantenerse tres años más en el mercado

## Austin Morris 18–22 Series / Wolseley Saloon
| Modelo          | Años de producción               | Motor                  | Transmisión                                   |
| --------------- | -------------------------------- | ---------------------- | --------------------------------------------- |
| Austin 1800     | Marzo de 1975–septiembre de 1975 | 4-cil 1798 cc B Series | 4-velocidades Manual 3-velocidades Automática |
| Austin 1800 HL  | Marzo de 1975–septiembre de 1975 | 4-cil 1798 cc B Series | 4-velocidades Manual 3-velocidades Automática |
| Austin 2200 HL  | Marzo de 1975–septiembre de 1975 | 6-cil 2227 cc E Series | 4-velocidades Manual 3-velocidades Automática |
| Morris 1800     | Marzo de 1975–septiembre de 1975 | 4-cil 1798 cc B Series | 4-velocidades Manual 3-velocidades Automática |
| Morris 1800 HL  | Marzo de 1975–septiembre de 1975 | 4-cil 1798 cc B Series | 4-velocidades Manual 3-velocidades Automática |
| Morris 2200 HL  | Marzo de 1975–septiembre de 1975 | 6-cil 2227 cc E Series | 4-velocidades Manual 3-velocidades Automática |
| Wolseley Saloon | March 1975–September 1975        | 6-cyl 2227 cc E Series | 4-velocidades Manual 3-velocidades Automática |

## Princess
| Modelo            | Años de producción               | Motor                  | Transmisión                                   |
| ----------------- | -------------------------------- | ---------------------- | --------------------------------------------- |
| Princess 1800     | Septiembre de 1975–julio de 1978 | 4-cil 1798 cc B Series | 4-velocidades Manual 3-velocidades Automática |
| Princess 1800 HL  | Septiembre de 1975–julio de 1978 | 4-cil 1798 cc B Series | 4-velocidades Manual 3-velocidades Automática |
| Princess 2200 HL  | Septiembre de 1975–julio de 1978 | 6-cil 2227 cc E Series | 4-velocidades Manual 3-velocidades Automática |
| Princess 2200 HLS | Septiembre de 1975–julio de 1978 | 6-cil 2227 cc E Series | 4-velocidades Manual 3-velocidades Automática |

## Princess 2
| Modelo              | Años de producción              | Motor                  | Transmisión                                   |
| ------------------- | ------------------------------- | ---------------------- | --------------------------------------------- |
| Princess 2 1700 L   | Julio de 1978–noviembre de 1981 | 4-cil 1695 cc O Series | 4-velocidades Manual 3-velocidades Automática |
| Princess 2 1700 HL  | Julio de 1978–noviembre de 1981 | 4-cil 1695 cc O Series | 4-velocidades Manual 3-velocidades Automática |
| Princess 2 1700 HLS | Mayo de 1979–marzo de 1980      | 4-cil 1695 cc O Series | 4-velocidades Manual 3-velocidades Automática |
| Princess 2 2000 HL  | Julio de 1978–noviembre de 1981 | 4-cil 1993 cc O Series | 4-velocidades Manual 3-velocidades Automática |
| Princess 2 2000 HLS | Mayo de 1979–noviembre de 1981  | 4-cil 1993 cc O Series | 4-velocidades Manual 3-velocidades Automática |
| Princess 2 2200 HL  | Julio de 1978–enero de 1979     | 6-cil 2227 cc E Series | 4-velocidades Manual 3-velocidades Automática |
| Princess 2 2200 HLS | Julio de 1978–noviembre de 1981 | 6-cil 2227 cc E Series | 4-speed Manual 3-velocidades Automática       |

### En la cultura popular
- El personaje "Lomper" (Steve Huison) de la película The Full Monty intenta el suicidio en un Princess 2 1700 HL. El modelo fue elegido por su carga simbólica en el Reino Unido, ejemplificando el esplendor perdido tanto por la industria del motor británica como por el propio personaje.

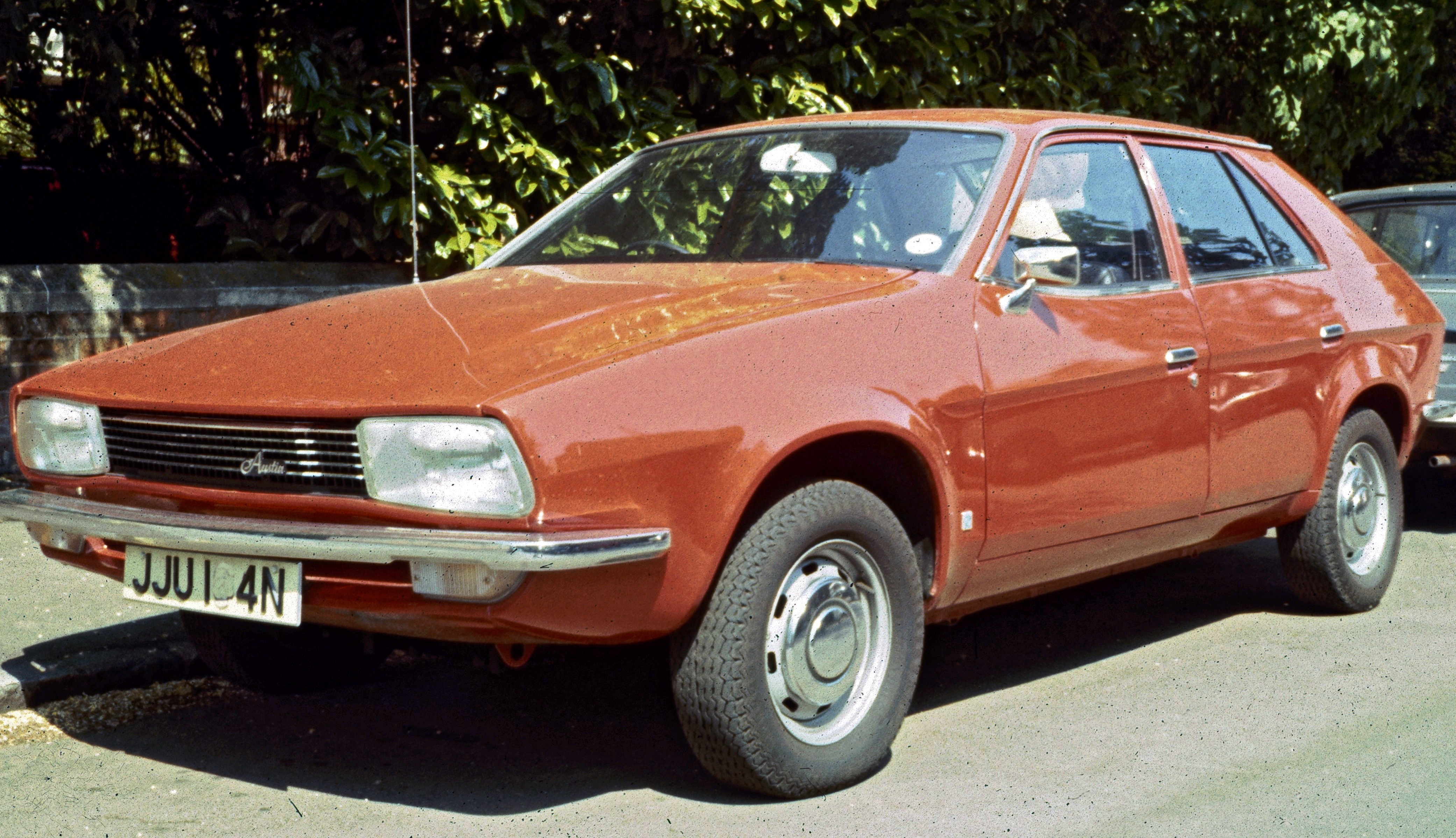
Austin 18-22 1800 de la serie inicial, 1975
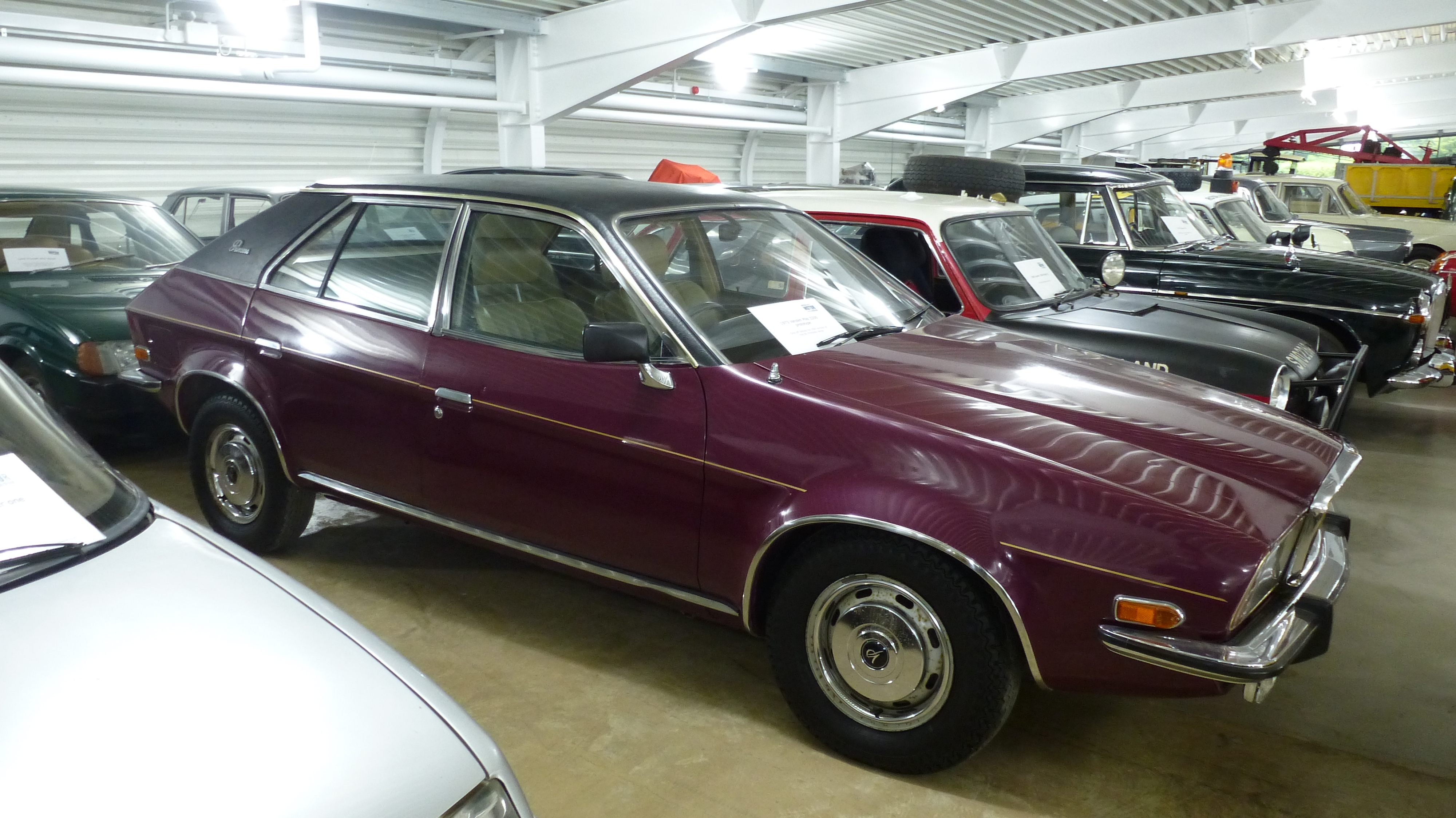
Prototipo preserie de Vanden Plas Princess 2200, 1973
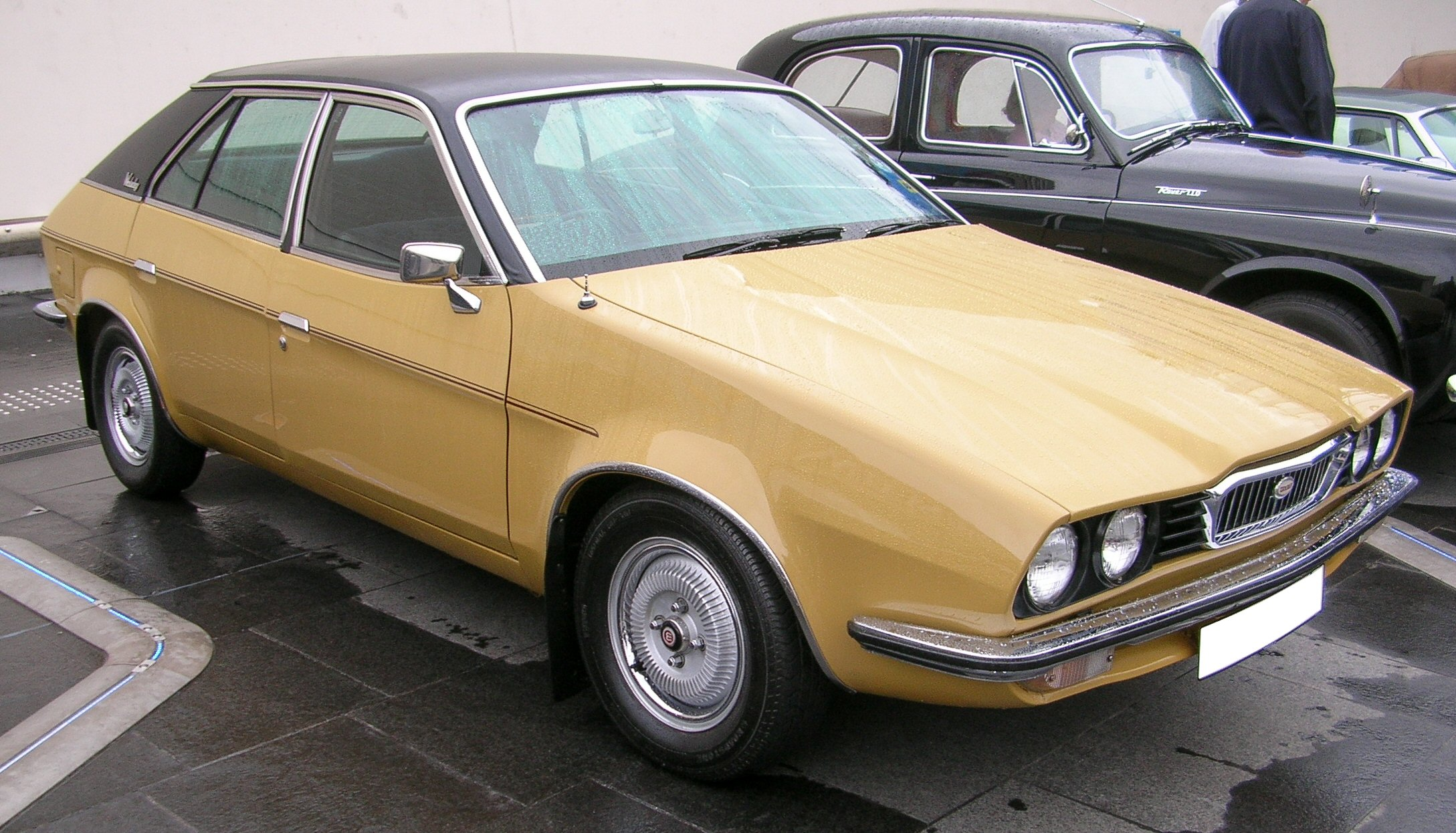
Wolseley saloon, 1975
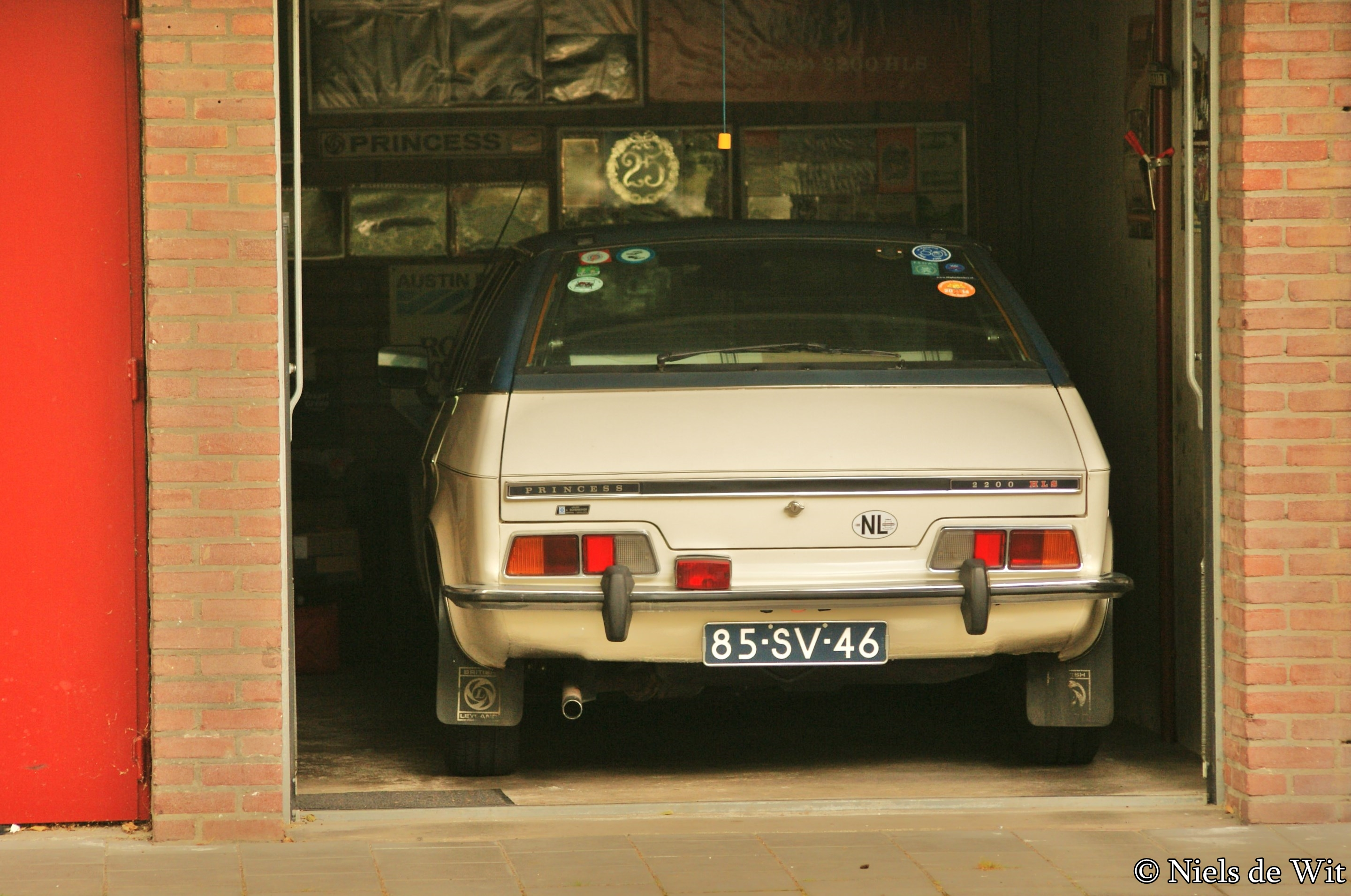
Princess 2200 HLS 1977
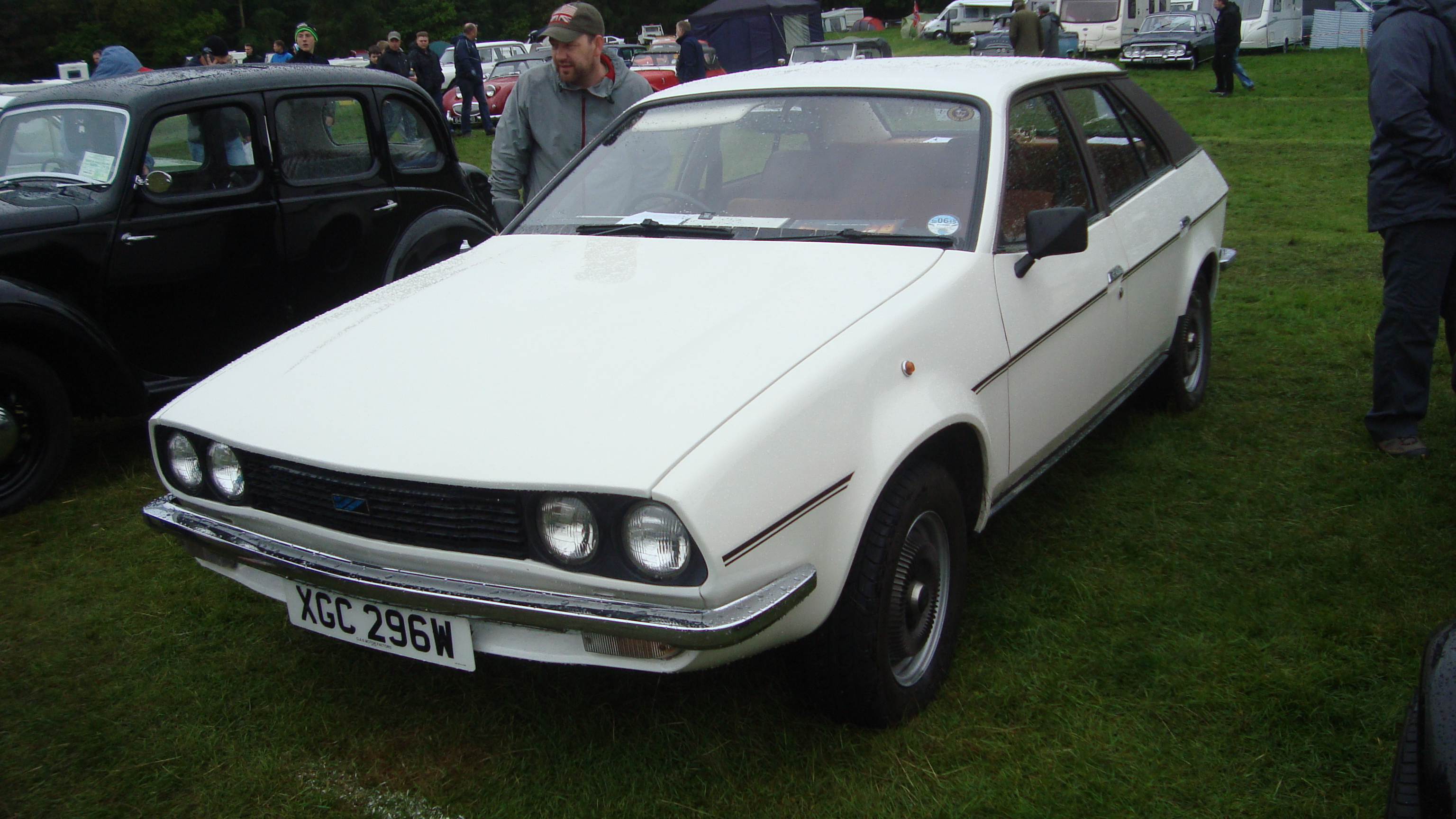
Princess 2 1700 HL 1981
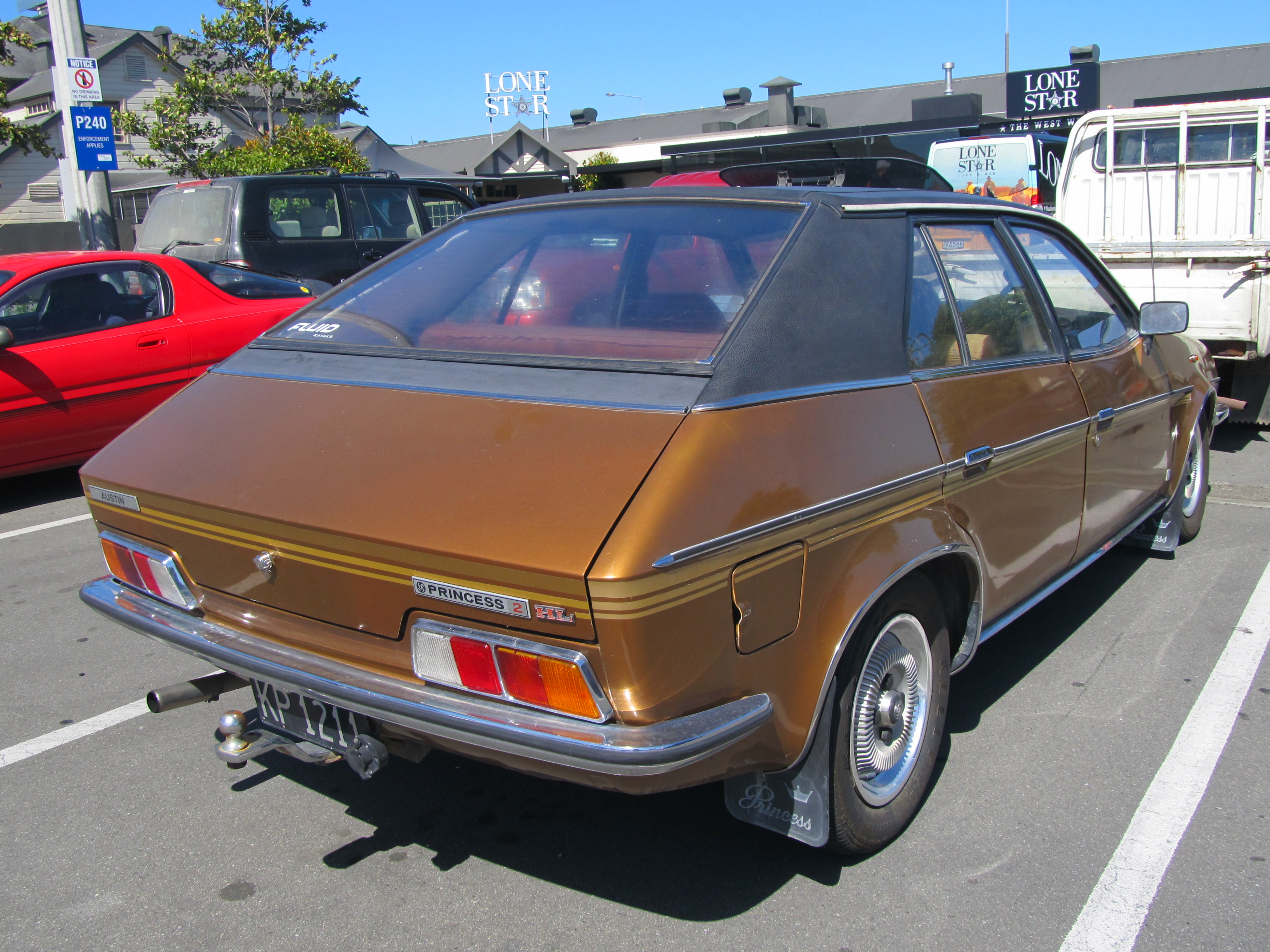
Princess 2 HL neozelandés luciendo la marca Austin, 1982
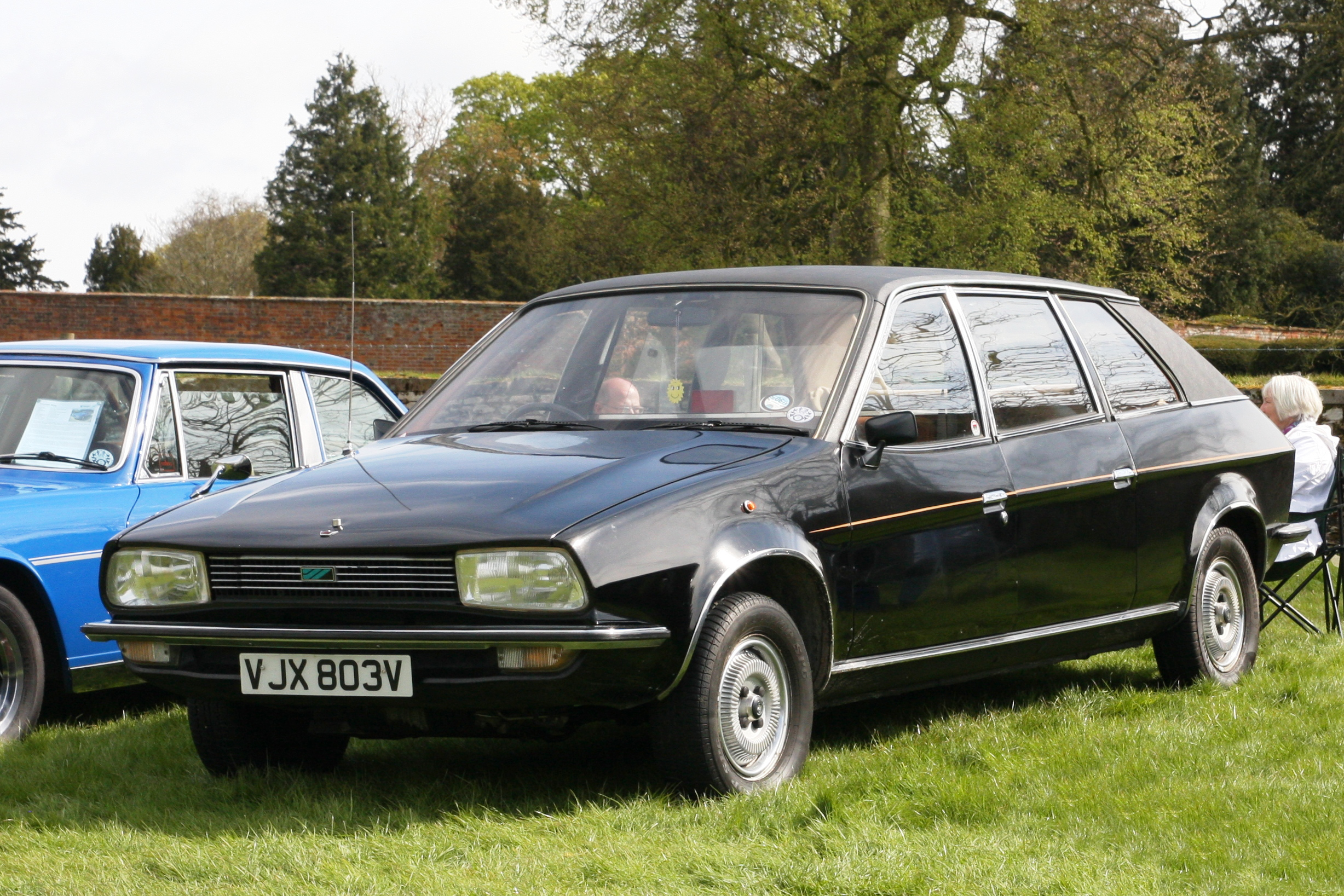
Princess 2200 HLS batalla larga
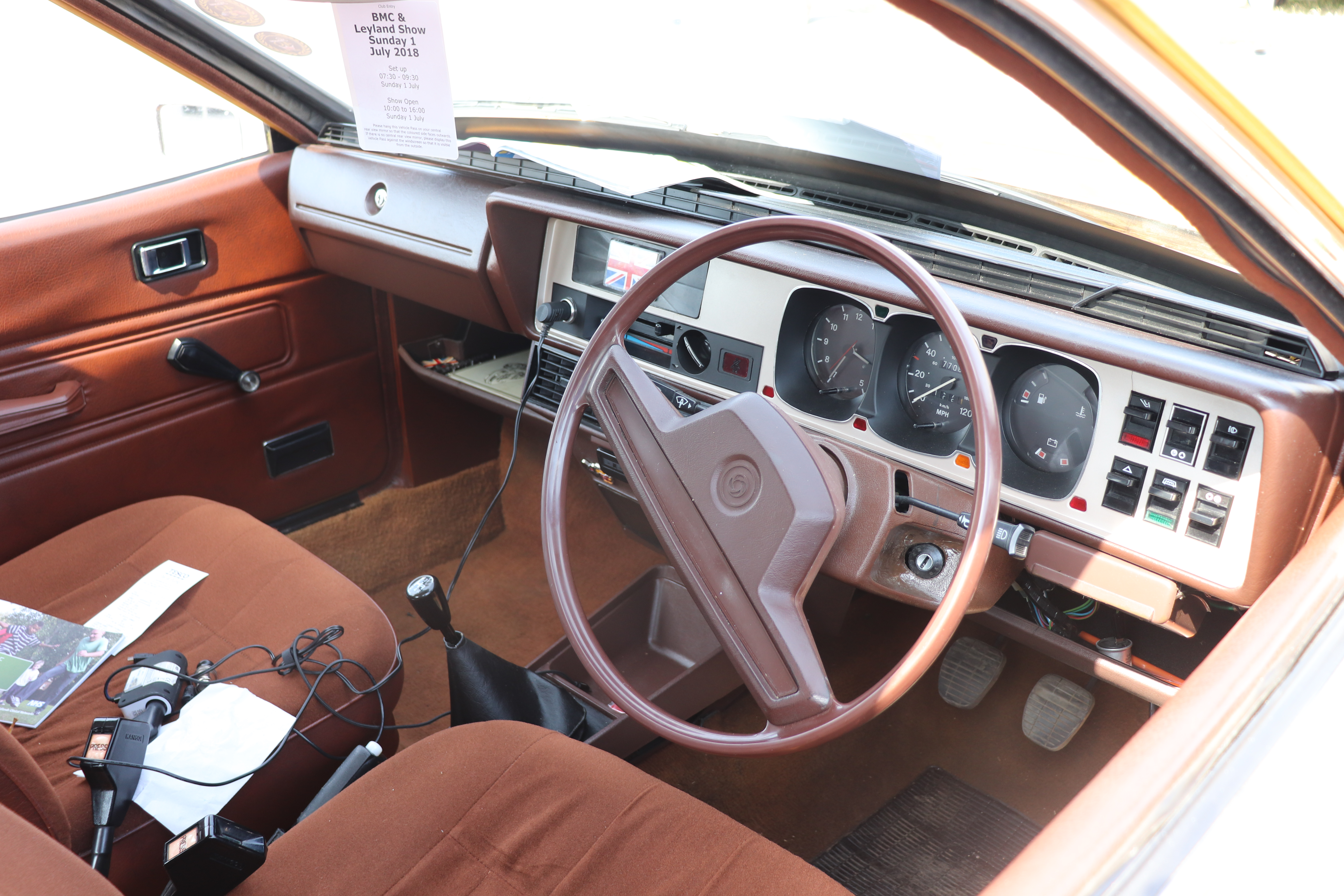
Interior de un Pricess 2200 HL de 1977